# Levantamento de peso nos Jogos Pan-Americanos de 2019 - Até 109 kg masculino
A categoria até 109 kg masculino do levantamento de peso nos Jogos Pan-Americanos de 2019 foi disputada em 29 de julho  no Coliseo Mariscal Caceres, em Lima. 

## Calendário
Horário local (UTC-5).
| Data        | Horário | Fase  |
| ----------- | ------- | ----- |
| 29 de julho | 19:30   | Final |

## Medalhistas
| Ouro   | USA Wesley Kitts   |
| Prata  | VEN Jesús González |
| Bronze | ECU Jorge Arroyo   |

## Resultados
| Pos.              | Halterofilista     | Grupo | Arranque (kg) | Arremesso (kg) | Total (Kg) |
| ----------------- | ------------------ | ----- | ------------- | -------------- | ---------- |
| Medalha de ouro   | USA Wesley Kitts   | A     | 172           | 217            | 389        |
| Medalha de prata  | VEN Jesús González | A     | 178           | 210            | 388        |
| Medalha de bronze | ECU Jorge Arroyo   | A     | 190           | 195            | 385        |
| 4                 | CUB Juan Columbié  | A     | 175           | 205            | 380        |
| 5                 | VEN Jeyson Arias   | A     | 166           | 202            | 368        |
| 6                 | PER Hernán Viera   | A     | 140           | 180            | 320        |
| 7                 | URU Rodrigo Marra  | A     | 135           | 164            | 299        |
| 8                 | CRC Henry Cerdas   | A     | 109           | 153            | 262        |
| 9                 | ECU Dixon Arroyo   | A     | 0             | —              | DNF        |